# يوبتون (كامبريدجشير)
يوبتون (بالإنجليزية: Upton, Cambridgeshire)‏ هي قرية و أبرشية مدنية تقع في المملكة المتحدة في إنجلترا.